# Zniewolony (film 2013)
Zniewolony, również Zniewolony. 12 Years a Slave (ang. 12 Years a Slave) – amerykańsko-brytyjski dramat historyczny z 2013 roku w reżyserii Steve’a McQueena. Adaptacja autobiograficznej książki pod tym samym tytułem autorstwa Solomona Northupa. Zdjęcia kręcono w stanie Luizjana (m.in. w Nowym Orleanie).
Światowa premiera filmu miała miejsce 30 sierpnia 2013 roku podczas Telluride Film Festival. Następnie film pokazywany był na festiwalach m.in. w Toronto, Nowym Jorku i Londynie. Polska premiera filmu odbyła się 20 listopada 2013 w ramach 21. Festiwalu Camerimage.
Muzykę skomponował Hans Zimmer, ścieżka dźwiękowa filmu zawiera także piosenki Johna Legenda, Laury Mvuli, Alici Keys, Chrisa Cornella, czy zespołu Alabama Shakes.
Film spotkał się z szerokim uznaniem krytyków, znalazł się części zestawień jako najlepszy film roku i otrzymał m.in. dziewięć nominacji do Oscarów, zdobywając trzy statuetki. Utrzymuje bardzo wysokie oceny w serwisach Rotten Tomatoes oraz Metacritic (luty 2021).
W 2023 roku Zniewolony został dodany do Narodowego Rejestru Filmowego Stanów Zjednoczonych jako film „znaczący kulturowo, historycznie bądź estetycznie”.

## Fabuła
Solomon Northup urodził się jako wolny czarnoskóry człowiek w Nowym Jorku. W 1841 roku zostaje porwany w Waszyngtonie i sprzedany jako niewolnik. Od tej pory pracuje na farmie Edwina Eppsa w Luizjanie.

## Obsada
| - Chiwetel Ejiofor jako Solomon Northup - Michael Fassbender jako Edwin Epps - Lupita Nyong’o jako Patsey - Sarah Paulson jako Mary Epps - Benedict Cumberbatch jako William Ford - Brad Pitt jako Samuel Bass - Paul Dano jako John Tibeats - Adepero Oduye jako Eliza - Paul Giamatti jako Theophilus Freeman - Garret Dillahunt jako Armsby - Scoot McNairy jako Brown - Taran Killam jako Hamilton - Chris Chalk jako Clemens Ray | - Michael K. Williams jako Robert - Kelsey Scott jako Anne Northup - Alfre Woodard jako panna Harriet Shaw - Quvenzhané Wallis jako Margaret Northup - Devyn A. Tyler jako starsza Margaret Northup - Cameron Zeigler jako Alonzo Northup - Rob Steinberg jako Parker - Jay Huguley jako szeryf Villiere - Christopher Berry jako James Burch - Bryan Batt jako sędzia Turner - Bill Camp jako Radburn - Dwight Henry jako Wuj Abram - Ruth Negga jako Celeste |

## Nagrody i nominacje[a]
86. ceremonia wręczenia Oscarów
- nagroda: najlepszy film – Brad Pitt, Dede Gardner, Jeremy Kleiner, Steve McQueen i Anthony Katagas
- nagroda: najlepszy scenariusz adaptowany – John Ridley
- nagroda: najlepsza aktorka drugoplanowa – Lupita Nyong’o
- nominacja: najlepsza reżyseria – Steve McQueen
- nominacja: najlepszy aktor pierwszoplanowy – Chiwetel Ejiofor
- nominacja: najlepszy aktor drugoplanowy – Michael Fassbender
- nominacja: najlepsza scenografia i dekoracja wnętrz – Adam Stockhausen (scenografia) i Alice Baker (dekoracja wnętrz)
- nominacja: najlepsze kostiumy – Patricia Norris
- nominacja: najlepszy montaż – Joe Walker

71. ceremonia wręczenia Złotych Globów
- nagroda: najlepszy film dramatyczny
- nominacja: najlepszy aktor w filmie dramatycznym – Chiwetel Ejiofor
- nominacja: najlepsza aktorka w roli drugoplanowej – Lupita Nyong’o
- nominacja: najlepszy aktor w roli drugoplanowej – Michael Fassbender
- nominacja: najlepsza reżyseria – Steve McQueen
- nominacja: najlepszy scenariusz – John Ridley
- nominacja: najlepsza muzyka – Hans Zimmer

67. ceremonia wręczenia nagród Brytyjskiej Akademii Filmowej
- nagroda: najlepszy film – Anthony Katagas, Brad Pitt, Dede Gardner, Jeremy Kleiner i Steve McQueen
- nagroda: najlepszy aktor pierwszoplanowy – Chiwetel Ejiofor
- nominacja: najlepszy reżyser – Steve McQueen
- nominacja: najlepszy scenariusz adaptowany – John Ridley
- nominacja: najlepsza aktorka drugoplanowa – Lupita Nyong’o
- nominacja: najlepszy aktor drugoplanowy – Michael Fassbender
- nominacja: najlepsza muzyka – Hans Zimmer
- nominacja: najlepsze zdjęcia – Sean Bobbitt
- nominacja: najlepsza scenografia – Adam Stockhausen i Alice Baker
- nominacja: najlepszy montaż – Joe Walker

20. ceremonia wręczenia nagród Gildii Aktorów Ekranowych
- nagroda: wybitny występ aktorki w roli drugoplanowej – Lupita Nyong’o
- nominacja: wybitny występ aktora w roli pierwszoplanowej – Chiwetel Ejiofor
- nominacja: wybitny występ aktora w roli drugoplanowej – Michael Fassbender
- nominacja: wybitny występ zespołu aktorskiego w filmie kinowym

40. ceremonia wręczenia Cezarów
- nominacja: najlepszy film zagraniczny (Stany Zjednoczone)

28. ceremonia wręczenia Independent Spirit Awards
- nagroda: najlepszy film niezależny – Dede Gardner, Anthony Katagas, Jeremy Kleiner, Steve McQueen, Arnon Milchan, Brad Pitt i Bill Pohlad
- nagroda: najlepszy reżyser – Steve McQueen
- nagroda: najlepszy scenariusz – John Ridley
- nagroda: najlepsze zdjęcia – Sean Bobbitt
- nagroda: najlepsza drugoplanowa rola żeńska – Lupita Nyong’o
- nominacja: najlepsza główna rola męska – Chiwetel Ejiofor
- nominacja: najlepsza drugoplanowa rola męska – Michael Fassbender

18. ceremonia wręczenia Satelitów
- nagroda: najlepszy film
- nagroda: najlepsza reżyseria – Steve McQueen
- nominacja: najlepszy aktor w filmie fabularnym – Chiwetel Ejiofor
- nominacja: najlepsza aktorka w roli drugoplanowej – Lupita Nyong’o
- nominacja: najlepszy aktor w roli drugoplanowej – Michael Fassbender
- nominacja: najlepszy scenariusz adaptowany – John Ridley
- nominacja: najlepsza muzyka – Hans Zimmer
- nominacja: najlepsze zdjęcia – Sean Bobbitt
- nominacja: najlepszy montaż – Joe Walker
- nominacja: najlepsze kostiumy – Patricia Norris

21. Międzynarodowy Festiwal Sztuki Autorów Zdjęć Filmowych Plus Camerimage
- nominacja: najlepsze zdjęcia – Sean Bobbitt[potrzebny przypis]